# قائمة الولايات الأمريكية حسب تاريخ الانضمام إلى الاتحاد

خريطة للولايات المتحدة بأسماء وحدود الولايات

الترتيب الذي صادقت بموجبه الولايات الثلاث عشرة الأصلية على دستور عام 1787، ثم الترتيب الذي بموجبه قُبِلَتْ الولايات الأخرى في الاتحاد

الولاية في الولايات المتحدة هي إحدى الكيانات الخمسين المكونة التي تشترك في سيادتها مع الحكومة الفيدرالية. الأمريكيون مواطنون في كل من الجمهورية الفيدرالية والولاية التي يقيمون فيها، بسبب السيادة المشتركة بين كل ولاية والحكومة الفيدرالية.  تستخدم كنتاكي وماساتشوستس وبنسيلفانيا وفرجينيا تسمية كومنولث (ولاية أمريكية) ‏ بدلاً من ولاية في أسمائها الرسمية الكاملة.
الولايات هي التقسيم الإداري الأساسي للولايات المتحدة. وتمتلك جميع الصلاحيات غير الممنوحة للحكومة الفيدرالية، وغير المحظورة عليها بموجب دستور الولايات المتحدة.  بشكل عام تتمتع حكومات الولايات بسلطة تنظيم القضايا ذات الاهتمام المحلي، مثل: تنظيم التجارة بين الولايات، وإدارة الانتخابات، وتشكيل الحكومات المحلية ‏ ، وأنظمة المدارس العامة ، وإنشاء الطرق غير الفيدرالية وصيانتها.  لكل ولاية دستورها الخاص المبني على المبادئ الجمهورية ، وتتألف الحكومة من سلطات تنفيذية ‏ وتشريعية وقضائية ‏.
تُمَثِّلُ جميع الولايات وسكانها في الكونغرس الفيدرالي ، وهو مجلس تشريعي يتكون من مجلس الشيوخ ومجلس النواب.  تُمَثِّلُ كل ولاية من قبل اثنين من أعضاء مجلس الشيوخ ، وممثل واحد على الأقل من مجلس النواب ، حيث أن حجم وفد مجلس الولاية يعتمد على إجمالي عدد السكان ، على النحو الذي يحدده أحدث إحصاء.  بالإضافة إلى ذلك يحق لكل ولاية اختيار عدد من الناخبين للتصويت في المجمع الانتخابي ، وهي الهيئة التي تنتخب رئيس الولايات المتحدة ونائبه ، بما يعادل إجمالي نواب مجلس الشيوخ وأعضاء مجلس النواب في الكونغرس من تلك الولاية.
تمنح المادة الرابعة ‏، القسم 3، البند 1 من الدستور للكونغرس سلطة قبول ولايات جديدة في الاتحاد.  منذ إنشاء الولايات المتحدة عام 1776 توسع عدد الولايات من ال 13 المؤسسة إلى 50 ولاية. قُبِلَتْ كل ولاية جديدة على قدم المساواة مع الولايات الموجودة مسبقا.
الجدول التالي عبارة عن قائمة بجميع الولايات الخمسين وتواريخ قيامها. أول ثلاثة عشر أصبحن ولايات في يوليو 1776 بعد الموافقة على إعلان استقلال الولايات المتحدة ، وانضمت كل واحدة منها إلى أول اتحاد للولايات بين 1777 و 1781 ، عند التصديق على وثائق الكونفدرالية وهو أول دستور لها.  (تم تضمين جدول منفصل أدناه يوضح تواريخ التصديق على وثائق الكونفدرالية.) الولايات مرتبة حسب التاريخ الذي صادقت فيه كل منها على دستور 1787 وانضمت إلى الولايات الأخرى في الحكومة الفيدرالية الجديدة (والحالية).  تاريخ الانضمام المدرج لكل ولاية لاحقة هو التاريخ الرسمي الذي حدده قانون صادر عن الكونغرس.

## قائمة الولايات
| الولاية | الولاية            | تاريخ (المصادقة على التأسيس أو الانضمام) | شُكلت من                                             |
| ------- | ------------------ | ---------------------------------------- | --------------------------------------------------- |
| 1       | ديلاوير            | 7 ديسمبر 1787 (مصادقة)                   | مستعمرة ديلاوير ‏                                    |
| 2       | بنسيلفانيا         | 12 ديسمبر 1787 (مصادقة)                  | مستعمرة مقاطعة بنسلفانيا ‏                           |
| 3       | نيو جيرسي          | 18 ديسمبر 1787 (مصادقة)                  | مستعمرة مقاطعة نيو جيرسي ‏                           |
| 4       | جورجيا             | 2 يناير 1788 (مصادقة)                    | مستعمرة مقاطعة جورجيا ‏                              |
| 5       | كونيتيكت           | 9 يناير 1788 (مصادقة)                    | مستعمرة كونيتيكت ‏                                   |
| 6       | ماساتشوستس         | 6 فبراير 1788 (مصادقة)                   | مستعمرة خليج ماساشوستس                              |
| 7       | ماريلاند           | 28 أبريل 1788 (مصادقة)                   | مستعمرة مقاطعة ماريلاند ‏                            |
| 8       | كارولاينا الجنوبية | 23 مايو 1788 (مصادقة)                    | مستعمرة مقاطعة كارولاينا الجنوبية                   |
| 9       | نيوهامبشير         | 21 يونيو 1788 (مصادقة)                   | مستعمرة مقاطعة نيو هامبشاير ‏                        |
| 10      | فرجينيا            | 25 يونيو 1788 (مصادقة)                   | مستعمرة فرجينيا                                     |
| 11      | نيويورك            | 26 يوليو 1788 (مصادقة)                   | مستعمرة مقاطعة نيويورك ‏                             |
| 12      | كارولاينا الشمالية | 21 نوفمبر 1789 (مصادقة)                  | مستعمرة مقاطعة كارولينا الشمالية ‏                   |
| 13      | رود آيلاند         | 29 مايو 1790 (مصادقة)                    | مستعمرة رود آيلاند ومزارع بروفيدنس                  |
| 14      | فيرمونت            | 4 مارس 1791 (انضمام)                     | جمهورية فيرمونت                                     |
| 15      | كنتاكي             | 1 يونيو 1792 (انضمام)                    | فيرجينيا (تسع مناطق في مقاطعة كنتاكي ‏ التابعة لها ) |
| 16      | تينيسي             | 1 يونيو 1796 (انضمام)                    | إقليم ساوث ويست ‏                                    |
| 17      | أوهايو             | 1 مارس 1803 (انضمام)                     | إقليم نورث ويست (جزء)                               |
| 18      | لويزيانا           | 30 أبريل 1812 (انضمام)                   | إقليم أورليانز ‏                                     |
| 19      | إنديانا            | 11 ديسمبر 1816 (انضمام)                  | إقليم إنديانا                                       |
| 20      | مسيسيبي            | 10 ديسمبر 1817 (انضمام)                  | إقليم ميسيسيبي ‏                                     |
| 21      | إلينوي             | 3 ديسمبر 1818 (انضمام)                   | إقليم إلينوي ‏ (جزء)                                 |
| 22      | ألاباما            | 14 ديسمبر 1819 (انضمام)                  | إقليم ألاباما ‏                                      |
| 23      | مين                | 15 مارس 1820 (انضمام)                    | ماساتشوستس (مقاطعة مين ‏)                            |
| 24      | ميزوري             | 10 أغسطس 1821 (انضمام)                   | إقليم ميسوري ‏ (جزء)                                 |
| 25      | أركنساس            | 15 يونيو 1836 (انضمام)                   | إقليم أركنساس ‏                                      |
| 26      | ميشيغان            | 26 يناير 1837 (انضمام)                   | إقليم ميشيغان ‏                                      |
| 27      | فلوريدا            | 3 مارس 1845 (انضمام)                     | إقليم فلوريدا ‏                                      |
| 28      | تكساس              | 29 ديسمبر 1845 (انضمام)                  | جمهورية تكساس                                       |
| 29      | آيوا               | 28 ديسمبر 1846 (انضمام)                  | إقليم آيوا ‏ (جزء)                                   |
| 30      | ويسكونسن           | 29 مايو 1848 (انضمام)                    | إقليم ويسكونسن ‏ (جزء)                               |
| 31      | كاليفورنيا         | 9 سبتمبر 1850 (انضمام)                   | إقليم غير منظم / التنازل المكسيكي ‏ (جزء)            |
| 32      | مينيسوتا           | 11 مايو 1858 (انضمام)                    | إقليم مينيسوتا (جزء)                                |
| 33      | أوريغون            | 14 فبراير 1859 (انضمام)                  | إقليم أوريغون ‏ (جزء)                                |
| 34      | كانساس             | 29 يناير 1861 (انضمام)                   | إقليم كانساس ‏ (جزء)                                 |
| 35      | فيرجينيا الغربية   | 20 يونيو 1863 (انضمام)                   | فرجينيا (50 ‏ مقاطعة عبر منطقة أليغيني ‏)             |
| 36      | نيفادا             | 31 أكتوبر 1864 (انضمام)                  | إقليم نيفادا ‏                                       |
| 37      | نبراسكا            | 1 مارس 1867 (انضمام)                     | إقليم نبراسكا ‏                                      |
| 38      | كولورادو           | 1 أغسطس 1876 (انضمام)                    | إقليم كولورادو ‏                                     |
| 39      | داكوتا الشمالية    | 2 نوفمبر 1889 (انضمام)                   | إقليم داكوتا ‏ (جزء)                                 |
| 40      | داكوتا الجنوبية    | 2 نوفمبر 1889 (انضمام)                   | إقليم داكوتا ‏ (جزء)                                 |
| 41      | مونتانا            | 8 نوفمبر 1889 (انضمام)                   | إقليم مونتانا ‏                                      |
| 42      | واشنطن             | 11 نوفمبر 1889 (انضمام)                  | إقليم واشنطن ‏                                       |
| 43      | أيداهو             | 3 يوليو 1890 (انضمام)                    | إقليم أيداهو ‏                                       |
| 44      | وايومنغ            | 10 يوليو 1890 (انضمام)                   | إقليم وايومنغ ‏                                      |
| 45      | يوتا               | 4 يناير 1896 (انضمام)                    | إقليم يوتا ‏                                         |
| 46      | أوكلاهوما          | 16 نوفمبر 1907 (انضمام)                  | أراضي أوكلاهوما ‏ والإقليم الهندي                    |
| 47      | نيومكسيكو          | 6 يناير 1912 (انضمام)                    | إقليم نيو مكسيكو ‏                                   |
| 48      | أريزونا            | 14 فبراير 1912 (انضمام)                  | إقليم أريزونا ‏                                      |
| 49      | ألاسكا             | 3 يناير 1959 (انضمام)                    | إقليم ألاسكا ‏                                       |
| 50      | هاواي              | 21 أغسطس 1959 (انضمام)                   | إقليم هاواي ‏                                        |

## تواريخ التصديق على وثائق الكونفدرالية
وافق الكونغرس القاري الثاني على المصادقة على وثائق الكونفدرالية من قبل الولايات الفردية في 15 نوفمبر 1777. ودخلت الوثائق حيز التنفيذ في 1 مارس 1781 بعد أن صدقت عليها جميع الولايات الـ 13. في 4 مارس 1789 اُستبدالت الحكومة العامة على أساس الوثائق بالحكومة الفيدرالية على أساس الدستور الحالي.
| الولاية | الولاية            | التاريخ        |
| ------- | ------------------ | -------------- |
| 1       | فرجينيا            | 16 ديسمبر 1777 |
| 2       | كارولاينا الجنوبية | 5 فبراير 1778  |
| 3       | نيويورك            | 6 فبراير 1778  |
| 4       | رود آيلاند         | 9 فبراير 1778  |
| 5       | كونيتيكت           | 12 فبراير 1778 |
| 6       | جورجيا             | 26 فبراير 1778 |
| 7       | نيوهامبشير         | 4 مارس 1778    |
| 8       | بنسيلفانيا         | 5 مارس 1778    |
| 9       | ماساتشوستس         | 10 مارس 1778   |
| 10      | كارولاينا الشمالية | 5 أبريل 1778   |
| 11      | نيوجيرسي           | 19 نوفمبر 1778 |
| 12      | ديلاوير            | 1 فبراير 1779  |
| 13      | ماريلند            | 2 فبراير 1781  |

## روابط خارجية
- "مقاطع فيديو عن الولايات المتحدة". History.com. مؤرشف من الأصل في 2023-03-28.
- "تواريخ قيام الولايات". 50states.com. مؤرشف من الأصل في 2023-03-28.